# Christoph Bieler
Pour les articles homonymes, voir Bieler.
Christoph Bieler, né le 28 octobre 1977 à Hall in Tirol, est un spécialiste autrichien du combiné nordique actif de 1996 à 2015.

## Carrière
Christoph Bieler commence sa carrière internationale en 1996 avec une victoire en Coupe du monde B à Hinterzarten. L'hiver suivant, il fait ses débuts en Coupe du monde à Val di Fiemme, prenant la quatrième place. La même année, aux Championnats du monde juniors, il obtient la médaille de bronze dans la compétition par équipe. 
En 2000, il gagne avec ses coéquipiers du relais une manche de Coupe du monde à Santa Caterina di Valfurva / Saint-Moritz. Deux ans plus tard, lors des Jeux olympiques de Salt Lake City, il est médaillé de bronze par équipe, tandis qu'il devient champion du monde dans la même discipline en 2003 avec Michael Gruber, Wilhelm Denifl et Felix Gottwald.
En janvier 2004, il connait son premier podium en individuel en Coupe du monde à Sapporo. 
Après son titre olympique par équipe à Turin en 2006, il réalise sa meilleure saison en 2006-2007 s'imposant à trois reprises sur le circuit de Coupe du monde.
En février 2013, après cinq ans sans victoire, l'Autrichien renoue avec le succès lors de la manche d'Almaty où certains favoris ont fait l'impasse.
Il met un terme à sa carrière à la fin de la saison 2014-2015 et devient dès la saison suivante entraîneur de saut de l'équipe nationale autrichienne.

## Palmarès

### Jeux olympiques d'hiver
| Épreuve / Édition | Épreuve / Édition | Nagano 1998                      | Salt Lake City 2002              | Turin 2006                       | Vancouver 2010                   | Sotchi 2014                      |
| Sprint            | Sprint            | —                                | 16e                              | 23e                              | Épreuve inexistante à cette date | Épreuve inexistante à cette date |
| Gundersen         | Gundersen         | —                                | 15e                              | 13e                              | Épreuve inexistante à cette date | Épreuve inexistante à cette date |
| Gundersen PT      | Gundersen PT      | Épreuve inexistante à cette date | Épreuve inexistante à cette date | Épreuve inexistante à cette date | 10e                              | 11e                              |
| Gundersen GT      | Gundersen GT      | Épreuve inexistante à cette date | Épreuve inexistante à cette date | Épreuve inexistante à cette date | 25e                              | 17e                              |
| Par équipes       | Par équipes       | 4e                               | Bronze                           | Or                               | —                                | Bronze                           |

### Championnats du monde
| Épreuve / Édition            | Épreuve / Édition            | Lahti 2001                       | Val di Fiemme 2003               | Oberstdorf 2005                  | Sapporo 2007                     | Liberec 2009                     | Val di Fiemme 2013               | Falun 2015                       |
| ---------------------------- | ---------------------------- | -------------------------------- | -------------------------------- | -------------------------------- | -------------------------------- | -------------------------------- | -------------------------------- | -------------------------------- |
| Sprint                       | Sprint                       |                                  | 13e                              | 14e                              | 16e                              | Épreuve inexistante à cette date | Épreuve inexistante à cette date | Épreuve inexistante à cette date |
| Départ en ligne (Mass Start) | Départ en ligne (Mass Start) | Épreuve inexistante à cette date | Épreuve inexistante à cette date | Épreuve inexistante à cette date | Épreuve inexistante à cette date | 6e                               | Épreuve inexistante à cette date | Épreuve inexistante à cette date |
| Gundersen                    | Gundersen                    | 26e                              | 6e                               | 11e                              | 4e                               | Épreuve inexistante à cette date | Épreuve inexistante à cette date | Épreuve inexistante à cette date |
| Gundersen                    | PT                           | Épreuve inexistante à cette date | Épreuve inexistante à cette date | Épreuve inexistante à cette date | Épreuve inexistante à cette date | 8e                               | 8e                               |                                  |
| Gundersen                    | GT                           | Épreuve inexistante à cette date | Épreuve inexistante à cette date | Épreuve inexistante à cette date | Épreuve inexistante à cette date | 47e                              | 16e                              | 19e                              |
| Par équipes                  | Par équipes                  |                                  | Or                               | Bronze                           | 4e                               | 5e                               | Épreuve inexistante à cette date | Épreuve inexistante à cette date |
| Sprint par équipes           | Sprint par équipes           | Épreuve inexistante à cette date | Épreuve inexistante à cette date | Épreuve inexistante à cette date | Épreuve inexistante à cette date | Épreuve inexistante à cette date | 5e                               |                                  |
| Par équipes                  | PT                           | Épreuve inexistante à cette date | Épreuve inexistante à cette date | Épreuve inexistante à cette date | Épreuve inexistante à cette date |                                  |                                  |                                  |
| Par équipes                  | GT                           | Épreuve inexistante à cette date | Épreuve inexistante à cette date | Épreuve inexistante à cette date | Épreuve inexistante à cette date |                                  | Épreuve inexistante à cette date | Épreuve inexistante à cette date |

### Coupe du monde
- Meilleur classement général : 4e en 2007.
- 17 podiums individuels dont 6 victoires.
- 6 podiums par équipes dont 1 victoire.

 Dernière mise à jour le 3 avril 2013 

#### Différents classements en Coupe du monde
| Année     | Classement général final |
| 1996-1997 | 24e                      |
| 1997-1998 | 36e                      |
| 1999-2000 | 26e                      |
| 2000-2001 | 20e                      |
| 2001-2002 | 9e                       |
| 2002-2003 | 13e                      |
| 2003-2004 | 9e                       |
| 2004-2005 | 9e                       |
| 2005-2006 | 8e                       |
| 2006-2007 | 4e                       |
| 2007-2008 | 6e                       |
| 2008-2009 | 13e                      |
| 2009-2010 | 21e                      |
| 2010-2011 | 20e                      |
| 2011-2012 | 18e                      |
| 2012-2013 | 13e                      |
| 2013-2014 | 11e                      |
| 2014-2015 | 22e                      |

#### Détail des victoires individuelles
| Édition | Épreuve |
| 2007    | Lillehammer (Sprint – HS138 / 7,5 km) Ramsau am Dachstein (Mass start – HS98 / 10 km) Lago di Tesero (Mass start – HS106 / 10 km) |
| 2008    | Trondheim (Sprint – HS131 / 7,5 km) Seefeld (Sprint – HS100 / 7,5 km)                                                             |
| 2013    | Almaty (Gundersen – HS140 / 10 km)                                                                                                |